# Amma (gud)
Amma är en regn- och skapargud hos Dogonfolket i sydöstra Mali i västra Afrika. Amma skapade världsalltet som ett ägg ur vilket ett par tvillingar, en pojke och en flicka, föddes. Denna tvillinggestalt kallades Nummo.